# Ангольская федерация футбола
Анго́льская федера́ция футбо́ла (порт. Fédération Béninoise de Football) — организация, осуществляющая контроль и управление футболом в Анголе. Располагается в Луанде. АФФ основана в 1979 году, вступила в ФИФА и в КАФ в 1980 году. Федерация организует деятельность и управляет национальными сборными по футболу (мужской, женской, молодёжными). Под эгидой федерации проводится чемпионат страны и многие другие соревнования.